# حركة المجتمع التعددي
حركة المجتمع التعددي هو حزب سياسي ترأسه رندة قسيس، يهدف الحزب لإقامة «جمهورية سورية حرة ديمقراطية علمانية» ونشر الوعي الديمقراطي وتطوير قواعد التفكير فيما يخص مفهوم الحرية والعدل واحترام الاختلاف.

## النشأة
في 10 أكتوبر 2012 أطلق مجموعة من المعارضين السوريين بباريس برئاسة السياسية السورية رندة قسيس حركة جديدة للمعارضة السورية تحمل اسم «حركة المجتمع التعددي»، تهدف لتمثيل كافة أطياف المجتمع السوري من أجل ضمان مرحلة انتقالية ناجحة في مرحلة ما بعد سقوط نظام بشار الأسد.

## مبادئ الحركة

### الإعلان العالمي لحقوق الإنسان
تتبنى الحركة الإعلان العالمي لحقوق الإنسان بكامل تفاصيله وتسعى لتحقيقه ولنشر الوعي الاجتماعي والسياسي حول ضرورة تطبيقه داخل المجتمع السوري، وتقول أنها لا تتبنى أي إيديولوجية سياسية أو اقتصادية وتؤمن بأن الواقع هو المصدر الأساسي للأفكار والإيديولوجيات.

### المرأة
تؤمن الحركة بأن المرأة نصف المجتمع، بالتالي يقع عليها ما يقع على الرجل من واجبات كما أن لها ذات الحقوق التي يتمتع بها الرجل على قدم المساواة بينهما.

### المجتمع
العمل على نزع جميع الانتماءات القبلية والعائلية والطائفية، ونشر ثقافة المواطنة والاحتماء بالمواطنة الحقيقية والاكتفاء باعتزاز المواطن إلى هويته السورية فقط.

### السياسة العامة
تؤمن حركة المجتمع التعددي بالليبرالية الاجتماعية خاصة الحريات الفردية كحرية المعتقد وحرية التفكير وحرية التعبير، وتتبنى في هذا الجانب الإعلان العالمي لحقوق الإنسان والذي تتباه الأمم المتحدة. وتؤمن بأن الاعتراف بالآخر هو واجب وليس مجرد حق للآخر.
تؤمن الحركة بأن المجتمعات الديمقراطية – الليبرالية ليست أفضل أشكال النظم السياسية ولكنها أفضل المتوفر بين النظم السائدة في العالم حاليا، لهذا ترى الحركة أنه لا بد من إدخال بعض التعديلات على النظام الديمقراطي – المدني في المجتمع السوري بما يتناسب مع احتياجات وضرورات المجتمع.
تؤمن الحركة بسوريا متصالحة مع محيطها الجغرافي، ولها صلات طيبة بكل دول الجوار، وهذه الرؤية تنطلق من حقيق موقع سوريا الجغرافي الهام كنقطة وصل واتصال بين آسيا إفريقيا مع الأوربيتين، لذا ترى الحركة أن لسوريا المستقبل أفضل العلاقات مع جوارها الجغرافي.
تقبل الحركة في عضويتها جميع المتمتعين بالجنسية السورية والذين يؤمنون بنهج الحركة على أن  تتطابق أعمارهم مع العمر الذي تسمح به القوانين والدساتير للمواطنين بالمشاركة في العمليات الانتخابية والديمقراطية.

## النظام الأساسي
يقوم النظام الأساسي لحركة المجتمع التعددي على عدة أسس منها:
- الشعب هو مصدر السلطات والقوة الحقيقية التي يعود إليها حق اتخاذ القرارات، ويأتى ذلك عن طريق البناء الهرمي في الحركة بحيث تكون الجماهير هي القاعدة العريضة والمكون الأساس.
- إن القيادات المنبثقة عن الجماهير تمارس صلاحياتها على أساس مبدأ المركزية الديمقراطية لتضع الخطوط العريضة للحركة.
- حرية الرأي حق مقدس لجميع الأعضاء ضمن الأطر التنظيمية في الحركة ومن خلال مبادئها، إيمانا من الحركة بأن الرأي الحر هو الضمان الوحيد لمنع القيادات من الوقوع في الأخطاء.
- تسعى الحركة إلى أحداث التغييرات التاريخية في المجتمع التي تهدف إلى بعث القيم الأخلاقية المنسجمة مع المصالح المشتركة بين المكونات والأفراد من أجل إحياء الشعور بالقيمة “الإنسانية” و”الفردية.
- جميع أعضاء الحركة متساوون في الحقوق والواجبات والمجال مفتوحاً أمام العناصر الواعية والمخلصة والنشيطة كي تتقدم الصفوف وتحتل مراكز القيادة والتوجيه.
- الحركة تسعى من خلال نضالها إلى تعبئة الجماهير ليشكل أعضاء الحركة القوة الفعلية لها.
- الحركة من الشعب وإلى الشعب وملك للشعب، تتألف الحركة من كيان واحد متكامل بقيادة واحدة، وتتوزع المسئوليات وفق أنظمة الحركة ولوائحها.
- تؤسس الحركة مفهوم القيادة الجماعية حيث ترى أنها الأسلوب الوحيد للقيادة في الحركة، وينفذ ذلك من خلال مشاركة وجهات النظر لاتخاذ القرارات في كافة المستويات التنظيمية حيث تعد المركزية الديمقراطية هي الأساس في ممارسة المسئوليات.[8]

## أنشطة الحركة
- في مايو 2015، شاركت الحركة في اجتماعات المعارضة السورية في أستانا والإعلان الختامي الناص على أهمية الحل السياسي في سوريا.[9][10][11][12][13]
- في أبريل 2016، شاركت الحركة في اجتماعات جنيف التابعة للأمم المتحدة للوصول إلى حل سياسي في سوريا.[14][15]
- في سبتمبر 2016، شاركت رندة قسيس رئيسة الحركة في اجتماعات للمعارضة مع نائب وزير الخارجية الروسي والمبعوث الروسي للشرق الأوسط في موسكو بحث نتائج مشاورات أستانا.[16][17]
- في مايو 2017، التقى المبعوث الخاص للأمم المتحدة ستافان دي ميستورا برئيسة حركة المجتمع التعددي رندة قسيس لبحث الوضع المتدهور في سوريا والمخاوف الإنسانية المتزايدة وحاولة إيجاد حل سياسي.[4]
- في فبراير 2019، التقت رئيسة الحركة مع فابيان بوسارت رئيس مركز العلاقات السياسية والخارجية بوزير الخارجية الكازاخي بيلبوت اتاماكوف.[18]
- في مارس 2019، اجتمعت رندا قسيس رئيسة الحركة مع جويل رايبرن نائب مساعد وزير الخارجية الأمريكية لشؤون المشرق والمبعوث الأمريكي الخاص إلى سوريا، لمناقشة خطوات إطلاق العملية السياسية في سوريا؛ حيث وجدا خلال نقاشهما أرضية مشتركة للبدء بحل سياسي عادل في سوريا.[18]

## وصلات خارجية
- الموقع الرسمي